# Classe ATC S
La classe ATC S, dénommée « Organes sensoriels », est un groupe anatomique de la classification anatomique, thérapeutique et chimique, développée par l'OMS pour classer les médicaments et autres produits médicaux. La classe ATC vétérinaire correspondante dans la classification ATCvet est QS. Le groupe présenté ici est celui établi par l'OMS, et peut donc différer des versions dérivées utilisées dans certains pays.

## SOrganes sensoriels
S01 Ophtalmologie
S02 Otologie
S03 Préparations utilisées en ophtalmologie et en otologie